# Kompania graniczna KOP „Porzecze”
Kompania graniczna KOP „Porzecze” – pododdział graniczny Korpusu Ochrony Pogranicza.
W 1930 6 kompania graniczna KOP „Porzecze” podlegała dowódcy batalionu KOP „Orany” .

## Dowódcy kompanii
- kpt. piech. Stanisław Koziar
- kpt. dypl. Bronisław Kowalczewski (14 IV 1930 − )[2]